# 高見のっぽ
高見 のっぽ（たかみ のっぽ、以前の芸名：高見 映（たかみ えい）、本名：高見 嘉明（たかみ よしあき）、1934年〈昭和9年〉5月10日 - 2022年〈令和4年〉9月10日）は、日本の俳優、作家。京都府京都市右京区出身。
『なにしてあそぼう』（NHK教育テレビジョン、1966年 - 1970年）『できるかな』（NHK教育テレビジョン、1970年 - 1990年）にて、一切喋らないキャラクター「ノッポさん」を務め上げ、放送終了後も「ノッポさん」の愛称で親しまれた。

## 生涯

### 生い立ち
京都府京都市右京区太秦の役者長屋に生まれ、4歳から東京府東京市向島区(現在の東京都墨田区)に育つ。6人兄弟の第4子。
父・嘉一（芸名は柳妻麗三郎（やなづま れいざぶろう）、松旭斎天秀（しょうきょくさい てんしゅう）、チャーリー高見など）は芸人、奇術師、俳優、工場長と様々な職業を経験し、太平洋戦争後、芸人に復帰した人物。チャーリー・チャップリンの物まねを得意とし、京都のマキノ・プロダクションに俳優・柳妻麗三郎として在籍していた時期に嘉明が生まれた。
小学校4年のとき岐阜県羽島郡笠松町に疎開。笠松町立笠松小学校、笠松町立笠松中学校を卒業。岐阜県立加納高等学校に入学し、高校2年までこの地で過ごす。帰京後、東京都立立川高等学校に転校し卒業。芸人であった父の影響で、芸で身を立てることを志す。

### ダンサーからNHK番組へ
フレッド・アステアを尊敬し、ダンサーとして芸歴をスタートさせた。キャバレーの営業から始め、まもなく日劇ミュージックホールに出演するまでになったが、その後が続かず、4年間ほぼ失業状態になり、自殺を考えたこともある。
25歳のときに心機一転して東宝ミュージカルスの研究生になるが、大部屋俳優に慣れてはいかんとほどなく脱退。たまたまバックダンサーとして呼ばれたNHKの番組『不思議なパック』のプロデューサーに気に入られ、新しく始まる番組『音楽特急列車』の司会を任される。番組は半年で終了したものの、NHKとのつながりは続き、番組の構成や振り付け、作詞などで様々な番組に呼ばれるようになった。

### 「できるかな」のノッポ役に抜擢
32歳のときに、NHK教育テレビ『なにしてあそぼう』（後に『できるかな』）のノッポさん役に抜擢される。名前の由来は当時としては高身長だったことから。4年続いた番組の後に始まった『できるかな』には当初出演していなかったが、視聴者からの要望で1年後に再び呼ばれ、レギュラーとなる。
以後は一切しゃべらない（意思表示はジェスチャーだけの）キャラクターを演じ続け、国民的な知名度を得るに至った。『できるかな』のスタッフには「セロテープのノッポさん」という合言葉があった。不器用でセロテープを使いこなせなかったためである。
『できるかな』の最終回（1990年3月）にノッポさんが初めて子供たちに語りかけたことは、当時の子供たちに衝撃を与えた。この最後の台詞はすべてアドリブであったが、放送終了後は街を歩いているといきなり大の大人が高見を見て泣き出すなど、反響の大きさに驚いたという。
子供のことを『小さい人』と呼び、常に敬意を払って接している。

### 放送作家・作家として
かつては放送作家としても活動しており、10年以上にわたり『ひらけ!ポンキッキ』（フジテレビ）などの筆頭構成作家として台本を手がけた。
また、最初期のオリジナルソング「ぼくわるかった」「傷だらけのぼく」「シャワシャワシャワー」「雨のふる日はぼくゴリラ」「しんぞうのうた」「つみきのうた」「たまねぎにんじん」「おさんぽ」等の作詞も担当、楽曲を提供した。その関係もあり、後年イベントステージや放送で、フジテレビの『ひらけ！ポンキッキ』とNHK総合・教育の『にこにこぷん』が局を超えた“夢の競演”を行った際、その橋渡し役をしたといわれている。詳細は別項参照。
『できるかな』放送終了後は、絵本・児童文学作家としての活動を主としており、50冊近くの著書を上梓している。高見ノッポ名義で著作することが多い。

### グラスホッパー物語
2005年12月からは、NHK『みんなのうた』において、初の短編ミュージカル映画形式の『グラスホッパー物語』を歌い、自ら脚本・作詞・歌唱・振付を手がけた。翌年DVD・CDで同曲をリリース。71歳にして歌手デビューを果たし、異例の10か月ロングラン放送を記録。海外の映像祭でも評価を得て、文化庁メディア芸術祭で受賞。2006年の『第57回NHK紅白歌合戦』にも特別出演、続いて第58回放送文化賞の受賞へとつながり、幼児・児童教育の分野を中心とする長年の功績が称えられた。名義は高見のっぽ。
なお、上記の『グラスホッパー物語』を機に芸名を「高見のっぽ」「ノッポさん」にした。この反響を受けて、2007年4月には楽曲第2弾『ハーイ!グラスホッパー』を、『みんなのうた』で発表。
2013年より、自身が演出・選曲するひとり芝居「ノッポさんの宮沢賢治〜ぼくは賢治さんが大好き」公演をノッポさんの宮沢賢治制作委員会が企画・運営・開催。

### 死去
2022年9月10日、心不全のため東京都内の病院で死去。88歳没。「人間というのは寿命がくれば、逝くのは当たり前のことだから、自分のことで周りのみなさんを悲しませたり、大切な時間を邪魔したくない」「周囲を騒がせたくない、死後半年以上伏せてほしい」という本人の希望から、訃報は翌年の2023年5月10日（高見の誕生日）に初めて公表された。

## 人物
かなづちであったが、50歳になり腹が出てきたので水泳を始めた。上達が早く（平泳ぎの蹴りが良いと言われた）、プロのコーチから無料でコーチすると申し出があったほどであった。薦められて1986年、日本水泳連盟マスターズ関東大会平泳ぎ25m部門に出場し、金メダルを獲得した。1987年にはマスターズ世界大会に出場、60人中14位であった。
相手の年齢や立場にとらわれず、周囲に敬意をはらう姿勢や、その優しい人柄は多くの人から愛されている。古家貴代美によれば、孔子を好んだといい、教えにならって質素な生活を心がけるようにしていた。
麻雀が趣味で、晩年はMリーグを「今はこれしか楽しみがない」とぼやきながら楽しんでいたという。
イギリスのロックギタリストジミー・ペイジと顔立ちが似ていることを、みうらじゅんが宝島社の「VOWでやんす」において、「ジミー・ペイジとノッポさんは同一人物説」のコラムで指摘している。
2010年9月7日、森永製菓「森永ホットケーキミックス」のウェブサイトにて、期間限定で同商品のイメージキャラクターを務めることが発表され話題を呼ぶ。森永製菓「森永ホットケーキミックス」では、ホームページにノッポさんからのメッセージムービーが見られた。また、期間限定コンテンツ「ノッポさんの親子でつくろう！ホットケーキ」では、実際にノッポさんが子供たちと一緒にホットケーキ作りに挑戦したり、「小さいひと」の気持ちをよく理解するノッポさんだからこそ答えられるパパ・ママのお悩み相談室を毎月更新していた。
1934年生まれであるが、昭和九年会には不参加であった。

## 主な出演作品

### テレビ番組
- おかあさんといっしょ（NHK総合）
  - ブーフーウー - オオカミのスーツアクター
  - とんちんこぼうず - 和尚さん[注釈 1]
  - これは……です → これなあに？
- おんがく特急列車（NHK総合） - 司会
- 魔法のじゅうたん（NHK総合）
- ドレミファ船長（NHK教育）
- なにしてあそぼう（NHK教育） - ノッポさん
- できるかな（NHK教育） - ノッポさん
- ジャストポップアップ（NHK総合、1990年） - 高見映
- スタジオパークからこんにちは（NHK総合） - 1996年12月18日（高見映名義）、2006年6月20日（ノッポさん名義）
- 平成教育委員会（フジテレビ）- レギュラー放送時に解答者としてゲスト出演
- 算数だいすき（NHK教育、秋山仁の夏期集中番組）
- ノッポさんの英語塾（NHK教育、1994年、夏期集中番組）
- ノッポさんの工作塾（NHK教育、1995年、夏期集中番組）
- ノッポさんのコミュニケーション入門（NHK教育、1996年、夏期集中番組） - ノッポさん
- ノッポさんのパソコンとあそぼう（NHK教育、1997年8月4日 - 8月23日放送） - ノッポさん
- ノッポさんの手話で歌おう（NHK教育、1997年12月22日 - 12月30日放送）
- みんなのうた（NHK）
  - 「グラスホッパー物語」（2005年12月 - 2006年3月期） - 歌唱・作詞・脚本・出演
  - 「ハーイ!グラスホッパー 〜グラスホッパー物語II 春編〜」（2007年4月 - ） - 歌唱・作詞・脚本・出演
  - 「グラスホッパーからの手紙 〜忘れないで〜」（2009年10月 - ） - 歌唱・作詞・脚本・出演[11][17]
- NHKスペシャル「ドキドキ・ヒヤリで子どもは育つ〜遊具プロジェクトの挑戦〜」（2007年2月18日放送） - 高見のっぽ名義でナレーション
- テレビ寺子屋（テレビ静岡・フジテレビ系） - 講師として出演
- サラリーマンNEO Season2 サマースペシャル（NHK、2007年8月7日放送） - 「Let's do it!」コーナーでゴン太くんと共演
- 食彩浪漫（NHK）
- 人生終了クイズ（日本テレビ系）- 2014年4月3日、10日（民放初MC）
- ひるまえ ほっと （NHK）- 2022年6月27日（高見のっぽ名義）

### テレビドラマ
- オズの魔法使い（日本テレビ、1974年） - かかし

### 映画
- 君も出世ができる（須川栄三監督、東宝、1964年） - ペンキ屋役、ノンクレジット
- タンポポ（伊丹十三監督、東宝、1985年） - 浮浪者役。子供と一緒に夜のホテルに忍び込み、オムライスを作る。
- 青空に一番近い場所（鴻上尚史監督、サードステージ＝東京テアトル、1994年） - 初老のサラリーマン役、実は幽霊。
- あの空をおぼえてる（冨樫森監督、ソニー・ピクチャーズ エンタテインメント、2008年4月） - 路上の風船売り役

### 広告
- ネスレ日本「キットカット」(2019年10月 - ) - ゴン太くんと共演

### その他
- Tearaway 〜はがれた世界の大冒険〜 プロモーション
  - WEB CM 「みなさん、お久しぶりです」
  - ノッポさん特別番組 「つきやぶってつながろ」（YouTube、2013年12月1日公開） - ノッポさん
- よるドラ「ゾンビが来たから人生見つめ直した件」の番宣動画 - ゾンビ役[18]

## CD・DVD
- グラスホッパー物語（ポニーキャニオン、2006年1月）[19]
- ノッポさんのお話劇場1（ポニーキャニオン）
- ノッポさんのお話劇場2（ポニーキャニオン）
- ハーイ!グラスホッパー（ポニーキャニオン、2007年4月）[20]
- ノッポさんと行く昭和のスキマ探訪 喫茶店編（ポニーキャニオン、2009年7月15日）
- ノッポさんと行く昭和のスキマ探訪 自販機編（ポニーキャニオン、2009年7月15日）
- ありがとう!グラスホッパー（ポニーキャニオン、DVD、2010年1月）

## 著書
- 『ノッポさんがしゃべった日』高見映 著, パルジニア 編丸善メイツ、1991年5月、扶桑社文庫、1994年9月、ISBN 4594015301
- 『ノッポさんのドクトルふくろうの処方箋』高見映（丸善メイツ、1992年4月、ISBN 4895770591） - 吉田戦車がイラストを担当。
- むし （共著、学習研究社、1994年11月、ISBN 4052004639）
- 『ノッポさんのはじめての手話』高見映（丸善メイツ、1994年11月、ISBN 4895770710）
- 『ノッポさんのひとりごと』高見映（扶桑社、1996年12月、ISBN 4594021581）
- 『五歳の記憶〜ノッポ流子どもとのつき合い方』高見映（世界文化社、2004年7月、ISBN 4418045228）
- 『『グラスホッパー物語』NHKみんなのうたより』（世界文化社、2006年1月、ISBN 4418068201）[21]
- 『あいさつはなかまのしるし〜NHKみんなのうた「ハーイ!グラスホッパー」より』（世界文化社、2007年4月、ISBN 4418077200）[22]
- 『ノッポさんの「小さい人」となかよくできるかな？～ノッポ流 人生の極意～』（小学館、2016年11月、ISBN 4093885222）
- 『夕暮れもとぼけて見れば朝まだき――ノッポさん自伝』（岩波書店、2017年11月、ISBN 4000254278）

### 共著・翻訳
- グリム兄弟『むぎわらとすみとまめ』高見ノッポ 文, 上野紀子 絵. 世界文化社, c1980
- メリー・C. ハッチ 原作『ものいうなべ』高見のっぽ 文, 村上勉 絵. 世界文化社, c1980
- 『はるなつあきふゆ できるかな』 (NHKファミリア 枝常弘 構成, 高見映 文, 枝常弘,加藤晃, 肥田収 絵, NHK 監修. NHKサービスセンター, 1981.3
- 『のっぽさんのえにっき できるかな (NHKファミリア 枝常弘 構成, 高見映 文, 加藤晃, 肥田収 絵, NHK 監修. NHKサービスセンター, 1981.3
- ハリス『うさぎどんきつねどん』高見のっぽ 文, 鈴木悦郎 絵. 世界文化社, c1983
- 『ほらふきだんしゃくのぼうけん」高見映 文, 長浜宏 絵. 学習研究社, 1990.1
- ラング原作『にげだしたパンがし』高見映 文, 柿本幸造 絵. 世界文化社, c1994
- グリム兄弟『ブレーメンのおんがくたい』高見のっぽ 文, 米山永一 絵. 世界文化社, c1995
- 『くんぺいくんのおうち (心を育てるメッセージ絵本シリーズ) のっぽさん 作, 末崎茂樹 絵. 小学館, 1996.5
- 『もりのパトロール (心を育てるメッセージ絵本シリーズ) のっぽさん 作, 山本省三 絵. 小学館, 1996.8
- 『はしれこうま』 (ノッポさんのえほん 1) 高見ノッポ 作, 米山永一 絵. 世界文化社, 2000.11
- 『ダギーとタップとぶちねこガブ』 (ノッポさんのえほん 3) 高見ノッポ 文, 中村景児 絵. 世界文化社, 2001.1
- 『おおかみガロとあさがお』 (ノッポさんのえほん 5) 高見ノッポ 作, 赤坂三好 絵. 世界文化社, 2001.3
- 『くるまがごっとん』 (ノッポさんのえほん 7) 高見ノッポ 作, 西川おさむ 絵. 世界文化社, 2001.5
- 『やまのえかきさん』(ノッポさんのえほん 8)高見ノッポ 作, 朝倉めぐみ 絵. 世界文化社, 2001.5
- 『おかのうえのき』 (ノッポさんのえほん 9) 高見ノッポ 作, 田中恒子 絵. 世界文化社, 2001.8
- 『ダグちゃんのおいけ』 (ノッポさんのえほん 10) 高見ノッポ 作, 片桐慶子 絵. 世界文化社, 2001.8
- 『あしかのコックさん』(ノッポさんのえほん 11) 高見ノッポ 作, 冬野いちこ 絵. 世界文化社, 2001.10
- 『ごみぶくろのパクンちゃん』 (ノッポさんのえほん 12) 高見ノッポ 作, 枝常弘 絵. 世界文化社, 2001.10
- 『ふしぎなコックさん』(おはなしワンダーベストセレクション) 高見のっぽ作, 冬野いちこ 絵. 世界文化ワンダークリエイト, 2001
- 『どうぶつ (ママよんでえほんシリーズ) ノッポさん ことば, La Zoo え. 学習研究社, 2007.4
- 『たべもの (ママよんでえほんシリーズ) ノッポさん ことば, La Zoo え. 学習研究社, 2007.4
- 『ノッポさんの劇遊びくるまがゴットン+キミちゃんのひっつきあそび～ コミュニケーション能力トレーニング』古家貴代美共著. 世界文化社, 2007.8
- 『カンタン劇遊び 世界の昔話』古家貴代美共著. 世界文化社, 2008.8

## 受賞歴
- 1975年 久留島武彦文化賞（日本青少年文化センター）[23]
- 2007年 NHK放送文化賞（NHK）[24]
- 2009年 児童文化功労者（日本児童文芸家協会）[25]